# Néstor Clausen
Néstor Rolando Clausen (født 29. september 1962 i Arrufo, Argentina) er en tidligere argentinskfodboldspiller, der som forsvarsspiller på Argentinas landshold var med til at vinde guld ved VM i 1986 i Mexico. Han deltog også ved Copa América i både 1983 og 1989. I alt nåede han at spille 26 landskampe og score ét mål.
I dag er han træner for Sport Boys Warnes i Bolivia.
På klubplan spillede Clausen primært for Independiente i hjemlandet, med hvem han vandt to argentinske mesterskaber, samt Copa Libertadores og Intercontinental Cup. Han havde også ophold hos Racing Club og Arsenal de Sarandí, samt schweiziske FC Sion.
Clausen var efter sit karrierestop gjort karriere som træner, og har blandt andet stået i spidsen for Independiente i hjemlandet, samt schweiziske FC Sion og Neuchâtel Xamax.